# 神科駅
神科駅（かみしなえき）は、かつて長野県上田市に存在した上田交通真田傍陽線の駅（廃駅）。

## 概要
上田交通真田傍陽線は、川原柳駅から一部の地域を除き真田駅まで国道144号（上州街道）と並行して走っていたが、川原柳駅から当駅までは国道144号線とほとんど寄り添う形で走っていた。神科駅は寄り添う区間の終点地点に設置された駅である。
真田傍陽線が前身の上田温泉電気軌道によって北東線として開業した時点では、川原柳駅を過ぎると神科村に入り伊勢山駅まで村内を走っていたが、当駅は大字神科、村の中で住宅が密集していた地区の西部付近に設置されていた。駅は上州街道と隣り合っていて、駅を降りればすぐ道路という位置にあった。

## 歴史
- 1927年（昭和2年）11月20日：上田温泉電軌北東線の開通に伴い開業[1]。
- 1939年（昭和14年）8月30日：上田温泉電軌の社名変更および線名改称に伴い、上田電鉄菅平鹿沢線の駅となる。
- 1943年（昭和18年）10月21日：会社合併に伴い、上田丸子電鉄の駅となる。
- 1960年（昭和35年）4月1日：線名改称に伴い、真田傍陽線の駅となる。
- 1969年（昭和44年）6月1日：上田丸子電鉄の社名変更に伴い、上田交通の駅となる。
- 1972年（昭和47年）2月20日：真田傍陽線の廃線に伴い廃止。

## 駅構造
単式ホーム1面1線の駅でありながら駅舎を備え駅員も配置されており、朝夕の乗降客の多い駅であった。駅舎は北上田駅・傍陽駅と同じ造りであるが、出入口が違っている。ホームは線路の北側（真田・傍陽方面に向かって左側）に位置した。

## 廃止後の状況
廃線となった現在、若干面影が消えたものの、駅跡となって残っている。
駅の廃止後は上田交通→上電バス→上田バスのバス停留所となったが、真田傍陽線の代替線ではない。

## 隣の駅
上田交通
真田傍陽線
川原柳駅 - 神科駅 - 樋之沢駅